# George Meyer
George Meyer (* 1956 Pensylvánie) je americký scenárista. Získal cenu Emmy a je známý především díky práci na seriálu Simpsonovi.

## Život
Meyer vyrostl v Arizoně a má 7 sourozenců, jeho rodina je německého původu. Podle vlastních slov nebyl nikdy spokojen se svou katolickou výchovou a dnes se označuje za ateistu. Je však tolerantní k jiným náboženstvím. Ačkoli věří, že jeho rodiče jsou šťastně ženatí, on sám je proti manželství, které vnímá pouze jako ideál společnosti. Má dceru Poppy Valentinu, jejíž jméno bylo odvozeno od jména první ženy ve vesmíru, Valentiny Těreškovové.
Meyer, stejně jako několik dalších autorů Simpsonových, studoval na Harvardově univerzitě. Tam se proslavil mimo jiné jako prezident časopisu Harvard Lampoon. V roce 1977 vydal spolu s dalšími novináři publikaci Harvard Lampoon Big Book of College Life. V roce 1978 získal titul z biologické chemie. Poté si až do roku 1981 vydělával na několika drobných brigádách.
Během studia na Harvardu Meyer objevil své schopnosti baviče. Po ukončení studia se přestěhoval do New Yorku, kde psal scénáře pro Davida Lettermana a Saturday Night Live. Měl však problémy ve vztazích a nebyl spokojený se svou prací na pořadu. Meyer se rozhodl opustit New York a přestěhoval se do Boulderu v Coloradu. K přestěhování ho prý vedla láska ke psím dostihům, množství knihkupectví a touha po novém začátku.
V roce 1987 založil elektronický časopis Army Man, který si krátce nato získal kultovní status. Jedním z jeho čtenářů byl Sam Simon, producent nového sitcomu Simpsonovi. V roce 1989 byl Meyer konečně požádán Simonem, aby se připojil k týmu jako scenárista. Od té doby napsal pro seriál Simpsonovi několik scénářů, byl také členem scenáristického týmu Simpsonových ve filmu. V roce 1995 chtěl Meyer na konci 6. řady krátce opustit tým scenáristů. Jeho kolegové mu však řekli, že je nepostradatelný, a tak ho dokázali přesvědčit, aby se do týmu vrátil. Meyer byl známý tím, že navzdory mnoha svým nápadům neuděloval patřičné uznání. Nikdy netrval na tom, aby byl uveden jako autor.

## Práce
Meyer je autorem 12 epizod seriálu Simpsonovi. Kyselé hrozny sladké Francie jsou jeho prvním dílem, Rodičovské pouto, napsané společné s Mikem Scullym, posledním. Meyerovi kolegové si ho vždy velmi vážili. Mike Scully ho považoval za nejlepšího scenáristu v Hollywoodu a Meyer se podle něj po několika letech zasloužil hlavně o úspěch Simpsonových. Jeho nedůvěra ke společenským institucím se odráží v chování postav v některých dílech seriálu. Přestože se zjevně odklonil od křesťanství, považuje faktor víry za důležitou součást Simpsonových. V jednom rozhovoru vysvětlil, že vtipy o něčem podstatném, jako je náboženství, mají u diváků lepší odezvu než vtipy o triviálních tématech. Bill Oakley zdůraznil, že Meyer byl u seriálu od začátku a je zodpovědný za tisíce geniálních vtipů a dějových zvratů. V roce 1988 začal vydávat s několika dalšími autory, včetně Davida Sackse a Maxe Prosse, časopis Army Man. Většinu prvního čísla napsal Meyer sám. Vlastní výroba patřila k nejdůležitějším detailům legendárních začátků časopisu. Později se mnoho přispěvatelů časopisu Army Man stalo také součástí týmu autorů Simpsonových. Díky Meyerovu úspěchu a vlivu na Simpsonovy se Army Man stal tajemstvím. V rozhovoru s Mikem Sacksem se však Meyer snažil Army Mana bagatelizovat a byl v rozpacích, že je považován za monumentální komediální dílo. Pro něj to byla jen hloupá eskapáda, která se nikdy nezapíše do dějin.
Meyer je známý tím, že se dobrovolně ujímá nepopulárních úkolů a pomáhá ostatním opravovat jejich práce. Má dokonce kodex cti, který zní takto:
1. buď přítomen,
2. tvrdě pracuj,
3. buď laskavý,
4. nevyhýbej se nepříjemnostem.[4]